# Хельд, Зигфрид
Зи́гфрид Хельд (нем. Sigfried Held; 7 августа 1942, Фройденталь) — немецкий футболист, играл на позиции нападающего. Из семьи судетских немцев.

## Игровая карьера
Известный немецкий футболист. Сыграл 442 игры в Бундеслиге за дортмундскую «Боруссию», оффенбахский «Киккерс» и «Юрдинген 05». В составе «Боруссии» Хельд выиграл Кубок обладателей кубков УЕФА 1965/1966 года, серебро чемпионата ФРГ 1965/66 и бронзу чемпионата ФРГ 1966/67.
В сборной ФРГ провёл 8 лет. За это время сыграл 41 игру и забил 5 мячей. Серебряный призёр чемпионата мира 1966 и бронзовый призёр чемпионата мира 1970.

## Тренерская карьера
За свою тренерскую карьеру сменил множество клубов, самые известные — «Шальке 04» и «Галатасарай». Также тренировал сборные Исландии, Мальты и Таиланда. Особого тренерского успеха не снискал. Ныне работает в структуре дортмундской «Боруссии», в отделе по работе с болельщиками.